# Gottbegnadeten-Liste

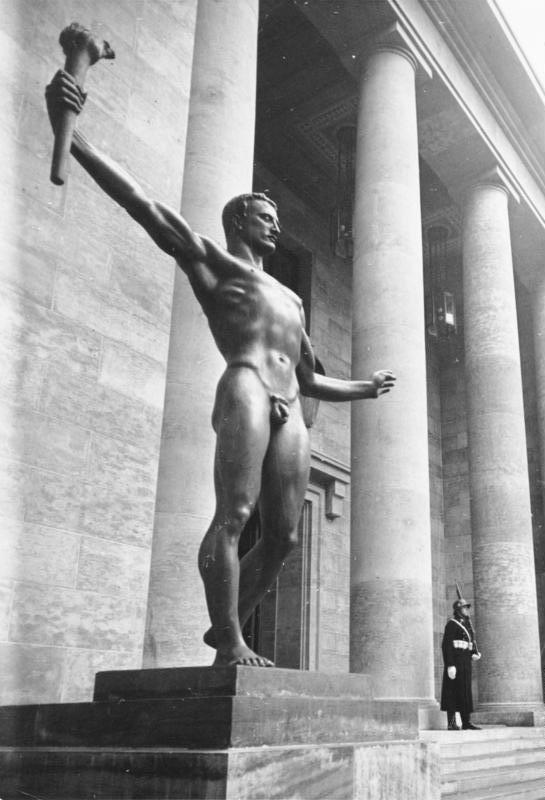
Statue Die Partei (1942) d'Arno Breker, érigée devant la Neue Reichskanzlei.

La Gottbegnadeten-Liste (en français, « liste de ceux qui bénéficient de la grâce de Dieu ») est établie en août 1944 par Josef Goebbels et Adolf Hitler.
Elle donne, sur trente-six pages, les noms des artistes allemands alors vivants et reconnus présents en Allemagne. Marlene Dietrich, Hedy Lamarr, Adrienne Thomas ou Stefan Zweig n'y figurent pas. 
Son nom est, par métonymie, celui de l'acte d'enregistrement de cette liste par ministère du Reich à l'Éducation du peuple et à la Propagande,,.

## Histoire
Le 24 août 1944, l'Allemagne nazie est engagée dans une phase de guerre totale : l'ensemble de la population est mobilisé, y compris les travailleurs culturels  (Totaler Kriegseinsatz der Kulturschaffenden). Cette liste constitue donc une exemption militaire, et regroupe sur trente-neuf pages, 1 041 noms d'artistes et travailleurs culturels : acteurs, architectes, plasticiens, chefs d'orchestre et compositeurs, chanteurs, écrivains, dramaturges, et réalisateurs de films, entre autres. 
La Gottbegnadeten-Liste proprement dite comprend 378 noms. Parmi ceux-ci, une « liste spéciale » (Sonderliste) regroupe vingt-cinq noms, des personnes considérées comme « artistes irremplaçables » (« Unersetzlichen Künstler »).
C'est Goebbels qui ajouta 663 noms : acteurs, écrivains et réalisateurs de cinéma et de radio, dans un avenant, allongeant ainsi la liste initiale. Ils devaient être protégés pour pouvoir contribuer à l'effort de guerre dans les films et les émissions de propagande, qui continuèrent à être tournés et enregistrés jusqu'à la fin de la guerre, avec notamment la dernière production de l'UFA, le coûteux Kolberg, sorti en janvier 1945.
Chacun des membres de la liste reçut une lettre, adressée par le ministère de la Propagande, certifiant son statut de protégé.
Soupçonné d'avoir participé à l'attentat du 20 juillet 1944 contre Hitler, Furtwängler fut rayé de la Gottbegnadeten-Liste le 7 décembre 1944.
Bon nombre des personnes mentionnées sur ces listes ont sombré depuis dans l'oubli.

## Liste d'exception: présentation
Ce document se présente sous la forme de quatre sections (Abschnitt), les deux premières étant décomposées en sous-sections :
- Abschnitt I : Gottbegnadeten-Liste
  - Unterabschnitt A. Sonderliste (« Liste spéciale »)
  - Unterabschnitt B. Alle Übrigen (« Tous les autres »)
- Abschnitt II : Weitere uk [Unabkömmlichstellung]-gestellte Einzelkünstler (« Autres artistes considérés comme indispensables »)
  - Unterabschnitt A. Filmliste (« Liste liée au cinéma »)
  - Unterabschnitt B. Rundfunk–Liste (« Liste liée à la radio »)
  - Unterabschnitt C. Komponisten für Film und Funk und Begleiter für Funk und Konzert (« Compositeurs pour le cinéma et la radio et accompagnateurs pour la radio et les concerts »)
- Abschnitt III : Orchester und Kapellen (« Orchestres et formations musicales »)
- Abschnitt IV : Liste der im Rüstungseinsatz tätigen, aber für Stunden im Rundfunk und Konzert gelegentlich beschäftigten Künstler (« Liste des artistes actifs dans les opérations militaires mais occasionnellement employés pendant des heures à la radio et dans des concerts »)

On notera que seule la section I est intitulée Gottbegnadeten-Liste.

## LaSonderliste
Cette liste énumère 25 personnes, réparties comme suit :
A. Littérature :
1. Hans Carossa
2. Erwin Guido Kolbenheyer
3. Gerhart Hauptmann
4. Hanns Johst
5. Agnes Miegel
6. Ina Seidel[5]

B. Arts plastiques :
1. Arno Breker
2. Leonhard Gall
3. Hermann Giesler
4. Hermann Gradl (de)
5. Arthur Kampf
6. Fritz Klimsch
7. Georg Kolbe
8. Wilhelm Kreis
9. Willy Kriegel (de)
10. Werner Peiner (de)[6]
11. Josef Thorak[7]
12. Paul Schultze-Naumburg[8]

C. Musique :
1. Wilhelm Furtwängler, rayé le 7 décembre 1944[9]
2. Hans Pfitzner
3. Richard Strauss

D. Théâtre :
1. Hedwig Bleibtreu
2. Otto Falckenberg
3. Friedrich Kayssler
4. Hermine Körner[10]